# Комишненська сільська рада
| Комишненська сільська рада — колишній орган місцевого самоврядування у Станично-Луганському районі Луганської області з адміністративним центром у с. Комишне. Сільській раді були підпорядковані населені пункти: - с. Комишне - с. Колесниківка - с. Юганівка |

## Склад ради
Рада складалася з 14 депутатів та голови.

### Керівний склад ради
| ПІБ                    | Основні відомості                                                         | Дата обрання | Дата звільнення |
| ---------------------- | ------------------------------------------------------------------------- | ------------ | --------------- |
| Мокришев Віталій Ілліч | Сільський голова, 1942 року народження, освіта, член Партії регіонів      | 26.03.2006   | 11.12.2008      |
| Мокришев Віталій Ілліч | Сільський голова, 1942 року народження, освіта вища, член Партії регіонів | 31.10.2010   |                 |

Примітка: таблиця складена за даними джерела